# Американская лига свободы
Американская лига свободы (англ. American Liberty League, ALL) — американская политическая организация, созданная в 1934 году; включала в себя, в основном, состоятельных представителей деловых элит и известных консервативных политических деятелей; члены лиги выступали против «Нового курса» президента США Франклина Рузвельта, подчеркивая важность сохранения частной собственности и индивидуальных свобод. Лига была весьма активна в течение первых двух лет своего существования — после переизбрания Рузвельта в 1936 году она резко сократила свою деятельность и полностью распалась в 1940.